# Hawajka pąsowa
Hawajka pąsowa (Loxops coccineus) – gatunek małego ptaka z rodziny łuszczakowatych (Fringillidae). Endemiczna dla Hawajów, jak inni przedstawiciele plemienia Drepanidini. Występuje wyłącznie na największej wyspie archipelagu – Hawaiʻi.

## Systematyka
Jest to gatunek monotypowy. Za podgatunki L. coccineus uznawano hawajkę ochrową (L. ochraceus) i hawajkę rdzawą (L. wolstenholmei), wcześniej także hawajkę modrodziobą (L. caeruleirostris).

## Morfologia
CharakterystykaWystępuje bardzo wyraźny dymorfizm płciowy. Samiec czerwony, z ciemniejszymi skrzydłami i czarnym ogonem. Samica zielonkawożółtawa z jaśniejszym spodem, brwią i paskiem przyżuchwowym. Młode ptaki są jakby wyblakłe. Dziób jest szary, średnio długi, nogi także szare. Największa długość życia to 10 lat.
Wymiary
- długość ciała: 10–13 cm
- długość skrzydła: 5,9–6,9 cm
- masa ciała: 10–12 g

## Ekologia
BiotopNaturalne lasy na wysokości 1100–2100 m n.p.m.
ZachowanieOgólnie nie jest agresywna w stosunku do innych hawajek pąsowych oraz innych gatunków, ale w okresie lęgowym może stać się agresywna.
PożywienieZjada owady i pająki, a główną dietę uzupełnia dżdżownicami. Ponadto pożywia się także nektarem.
LęgiSą to ptaki monogamiczne. Lęgi wyprowadza od marca do września. Składa 2–3 jaja, które wysiaduje tylko samica przez 14–16 dni. Młode uzyskują dorosłe upierzenie po 16–20 miesiącach (1 1/3–1 2/3 roku). Po 3–4 latach mogą się już rozmnażać.

## Status i zagrożenia
IUCN uznaje hawajkę pąsową za gatunek zagrożony (EN, Endangered). Liczebność populacji szacuje się na około 10 800 dorosłych osobników, trend liczebności jest spadkowy. Zagraża jej wycinka lasów i spadająca liczba drzew ʻōhiʻa (Metrosideros polymorpha), w których dziuplach się gnieździ. Ponadto zagrożenie stanowią: podgatunek sandwichensis sowy błotnej, myszołów hawajski, koty domowe, szczur polinezyjski, szczur wędrowny, szczur śniady, mangusta mała oraz majna brunatna.